# Кламат (округ, Орегон)
Округ Кламат (англ. Klamath County) располагается в штате Орегон, США. Официально образован 17 октября 1882 года. По состоянию на 2010 год, численность населения составляла 66 380 человек.

## География
По данным Бюро переписи США, общая площадь округа равняется 15 892,256 км2, из которых 15 394,975 км2 суша и 497,280 км2 или 3,120 % это водоемы.

## Население
По данным переписи населения 2000 года в округе проживает 63 775 жителей в составе 25 205 домашних хозяйств и 17 290 семей. Плотность населения составляет 4,00 человек на км2. На территории округа насчитывается 28 883 жилых строений, при плотности застройки около 2,00-х строений на км2. Расовый состав населения: белые — 87,33 %, афроамериканцы — 0,63 %, коренные американцы (индейцы) — 4,19 %, азиаты — 0,80 %, гавайцы — 0,12 %, представители других рас — 3,45 %, представители двух или более рас — 3,47 %. Испаноязычные составляли 7,78 % населения независимо от расы.
В составе 30,30 % из общего числа домашних хозяйств проживают дети в возрасте до 18 лет, 54,20 % домашних хозяйств представляют собой супружеские пары проживающие вместе, 10,00 % домашних хозяйств представляют собой одиноких женщин без супруга, 31,40 % домашних хозяйств не имеют отношения к семьям, 25,30 % домашних хозяйств состоят из одного человека, 10,40 % домашних хозяйств состоят из престарелых (65 лет и старше), проживающих в одиночестве. Средний размер домашнего хозяйства составляет 2,49 человека, и средний размер семьи 2,95 человека.
Возрастной состав округа: 25,80 % моложе 18 лет, 8,60 % от 18 до 24, 25,50 % от 25 до 44, 25,20 % от 45 до 64 и 25,20 % от 65 и старше. Средний возраст жителя округа 38 лет. На каждые 100 женщин приходится 100,10 мужчин. На каждые 100 женщин старше 18 лет приходится 97,30 мужчин.
Средний доход на домохозяйство в округе составлял 31 537 USD, на семью — 38 171 USD. Среднестатистический заработок мужчины был 32 052 USD против 22 382 USD для женщины. Доход на душу населения составлял 16 719 USD. Около 12,00 % семей и 16,80 % общего населения находились ниже черты бедности, в том числе — 22,40 % молодежи (тех, кому ещё не исполнилось 18 лет) и 7,70 % тех, кому было уже больше 65 лет.